# PLUS (netwerk)

Visa Plus logo

PLUS (ook bekend als Visa PLUS) is een interbancair netwerk dat alle VISA credit-, debet-, en prepaid-kaarten ondersteunt, evenals betaalkaarten die door verschillende banken wereldwijd uitgegeven zijn. Er zijn 1,4 miljoen met PLUS verbonden geldautomaten in 170 landen.
PLUS-kaarten kunnen worden gekoppeld aan het netwerk op de volgende manieren: als een standalone netwerk, gekoppeld aan een lokale interbancair netwerk en/of in verband met een Visa-producten met de Visa-vlag op de voorkant (Visa, Visa Debit, Visa Delta en Visa Electron). In 2005 zijn er 144 miljoen PLUS-kaarten in gebruik, hierbij zijn niet inbegrepen de kaarten die PLUS als een secundair netwerk hebben.
PLUS wordt veel gebruikt als een lokaal interbancair netwerk in de Verenigde Staten, waar andere netwerken zoals STAR, NYCE en Pulse ook concurreren. Het wordt ook gebruikt in Canada, maar het gebruik is daar aanzienlijk lager dan Interac, en in landen als India en Indonesië, waar er veel interbancaire netwerken zijn. De belangrijkste concurrent van PLUS is Cirrus, die wordt aangeboden door MasterCard.